# Deinosuchus
Deinosuchus („Schrecklicher Krokodilgott“, altgriechisch δεινός deinós, deutsch ‚schrecklich, gewaltig‘ und altgriechisch Σοῦχος Sûchos, deutsch ‚Sobek‘) Syn.: Phobosuchus, ist eine ausgestorbene Gattung der Krokodile aus der späten Kreidezeit (Campanium) von Nordamerika. Der nordamerikanische Kontinent war damals durch ein untiefes Meer – dem Western Interior Seaway – in zwei Teile getrennt.
Drei Arten wurden beschrieben:
- Deinosuchus rugosus[1]
- Deinosuchus riograndensis[2]
- Deinosuchus schwimmeri[3]

## Lebensweise
Von Deinosuchus wurden bis zu zwei Meter lange fossile Schädelteile sowie Osteoderme gefunden, jedoch keine Skelettteile von Rumpf oder Schwanz. Entsprechend der Kopf-Rumpf-Länge rezenter Arten wird die Gesamtlänge des Krokodils auf 10 Meter geschätzt. Viele Jahrzehnte galt das Tier daher als der größte Vertreter in der Stammesgeschichte der Krokodile. Fossilfunde von Krokodilen wie Sarcosuchus, Purussaurus und Rhamphosuchus zeigen jedoch, dass diese eine ähnliche Länge erreichen konnten. Wahrscheinlich war Deinosuchus gedrungener gebaut als heutige Krokodile.
Die Schädelproportionen von Deinosuchus ähneln dem des heutigen Nilkrokodils, einem Tier mit einem großen Beutespektrum, das im Wasser Schildkröten, Fische und Krebstiere jagt und großen Herbivoren auflauert, die ans Ufer kommen, um zu trinken. Aufgrund der anatomischen Ähnlichkeit vermutet man für Deinosuchus ein vergleichbares Verhalten bei der Jagd auf große Landwirbeltiere. Vermutlich lauerte Deinosuchus in Flüssen oder Sümpfen auf Dinosaurier und andere Tiere, die dem Wasser nahe kamen. Er könnte das Beutetier mit seinen starken Kiefern und den großen, aber stumpfen konischen Zähnen ergriffen und zum Wasser geschleift haben, um es zu ertränken. Seine Bissmarken wurden an Knochen und Schildkrötenpanzern identifiziert, manche verheilt, was belegt, dass nicht jeder Angriff erfolgreich war. Die Beißkraft der Kiefer kann bei einem Körpergewicht von 3,45 Tonnen bis zu 102 Kilonewton betragen haben.

## Fundgeschichte
Deinosuchus-Fossilien sind sowohl in Süßwasser- als auch in marinen Ablagerungen gefunden worden. Das erste Fossil der Art Deinosuchus hatcheri wurde durch William Jacob Holland bei Willow Creek in Montana in der Judith-River-Formation gefunden.
Weitere Funde im Big Bend National Park in Texas wurden 1954 durch Edwin Harris Colbert und R. T. Bird der Gattung Phobosuchus zugeordnet. Inzwischen wurden sie als D. riograndensis klassifiziert. Weitere Funde gab es in Alabama, Georgia, New Jersey, North Carolina, Wyoming und in New Mexico. Ursprünglich wurde Deinosuchus der Familie der Echten Krokodile (Crocodylidae) zugeordnet, doch nach dem Fund eines gut erhaltenen Schädelstücks wird er als ursprüngliches Mitglied der Alligatoroidea angesehen.

## Weiterführende Literatur
- William J. Holland: Deinosuchus hatcheri, a new genus and species of crocodile from the Judith River beds of Montana. In: Annals of the Carnegie Museum. Bd. 6, Nr. 1, 1909, ISSN 0097-4463, S. 281–294.
- Edwin H. Colbert, Roland T. Bird: A Gigantic Crocodile from the Upper Cretaceous Beds of Texas (= American Museum Novitates. Nr. 1688, ISSN 0003-0082). American Museum of Natural History, New York NY 1954, online.
- Spencer G. Lucas, Robert M. Sullivan, Justin A. Spielmann: The Giant Crocodylian Deinosuchus from the Upper Cretacous of the San Juan Basin, New Mexico. In: Spencer G. Lucas, Robert M. Sullivan (Hrsg.): Late Cretaceous Vertebrates from the Western Interior (= New Mexico Museum of Natural History & Science. Bulletin. 35, ISSN 1524-4156). New Mexico Museum of Natural History and Science, Albuquerque NM 2006, S. 245–248, Digitalisat (PDF; 3,34 MB).